# Мартынов, Никита
Никита Мартынов (эст. Nikita Martõnov; 4 сентября 1993, Таллин) — эстонский футболист, полузащитник.

## Биография
Воспитанник таллинских футбольных школ «Коткас-Юниор» и «Левадия». С 2010 года играл на взрослом уровне за второй состав «Левадии» в первой лиге Эстонии. За основную команду «Левадии» провёл 4 матча на ранних стадиях Кубка Эстонии в 2011—2012 годах.
В 2013 году перешёл в «Инфонет» (Таллин). Дебютировал в высшем дивизионе Эстонии 2 марта 2013 года в матче против «Курессааре», заменив на 79-й минуте Евгения Гурчиоглуянца. 14 июня 2013 года забил первый гол в чемпионате в ворота «Таммеки». Всего за полтора сезона сыграл 38 матчей и забил один гол в высшей лиге.
После ухода из «Инфонета» числился в клубе высшей лиги «Пайде», но не выходил на поле и не включался в заявку на матчи. В 2018 году был в составе клуба «ФКИ Таллинн», входившего тогда в систему «Левадии» и игравшего в третьем дивизионе, вышел на поле один раз в переходном матче. В конце карьеры играл за любительские команды пятого дивизиона.
Выступал за сборные Эстонии младших возрастов, провёл 14 матчей. Участник финального турнира чемпионата Европы среди 19-летних 2012 года, проходившего в Эстонии, на турнире принял участие в одном матче.
С 2010-х годов работал детским тренером. С 2022 года входит в тренерский штаб молодёжной команды «Левадии».